# Позиционная сила
Позиционная сила — сила, действующая на материальную точку и зависящая только от координат материальной точки. Примерами позиционных сил являются: сила упругости, сила всемирного тяготения. Прямолинейные колебания материальной точки под действием позиционной силы всегда являются изохронными.

## Прямолинейные колебания точки под действием позиционной силы
При прямолинейном движении по оси {\displaystyle Ox} проекция позиционной силы выражается формулой {\displaystyle P_{x}=f(x)}. При начальных данных {\displaystyle t_{0},x_{0},v_{0}} согласно закону сохранения энергии, скорость {\displaystyle v} определяется формулой {\displaystyle v^{2}=v_{0}^{2}+{\frac {2}{m}}\int _{x_{0}}^{x}f(x)dx}. Движение происходит на отрезке оси {\displaystyle Ox}, на котором функция {\displaystyle \psi (x)=v_{0}^{2}+{\frac {2}{m}}\int _{x_{0}}^{x}f(x)dx} не отрицательна,{\displaystyle \psi (x)\geqslant 0}. Если уравнение {\displaystyle \psi (x)=0} имеет два простых корня {\displaystyle x_{1}} и {\displaystyle x_{2}}, между которыми лежит начальная абсцисса {\displaystyle x_{0}}, так что {\displaystyle \psi (x_{1})=\psi (x_{2})=0,\psi _{1}^{'}(x_{1})>0,\psi _{2}^{'}(x_{2})<0}, то движение представляет собой колебания на отрезке {\displaystyle x_{1}\leqslant x\leqslant x_{2}} с периодом {\displaystyle \tau =\int _{x_{1}}^{x_{2}}{\frac {dx}{\sqrt {\psi (x)}}}}. Эти колебания являются изохронными, так как их период постоянен. При {\displaystyle v_{0}<0} первый момент {\displaystyle t_{1}}, когда точка достигает конца интервала колебания и получает скорость, равную нулю, определяется формулой {\displaystyle t_{1}=t_{0}+\int _{x_{0}}^{x_{1}}{\frac {dx}{\sqrt {\psi (x)}}}}, последующие моменты, в которые {\displaystyle v=0}, связаны друг с другом соотношением {\displaystyle t_{n}=t_{n-1}+\tau }